# Walter Groß
Walter Groß (Kassel, Imperio alemán, 21 de octubre de 1904 - Berlín, Tercer Reich, 25 de abril de 1945) fue un médico alemán designado para crear la Oficina para la Ilustración sobre Política de Población y Bienestar Racial del NSDAP (Aufklärungsamt für Bevölkerungspolitik und Rassenpflege) del Partido nacionalsocialista. Dirigió esta oficina y la renombró como Oficina de Políticas Raciales (Rassenpolitisches Amt) en 1934, hasta su suicidio al final de la Segunda Guerra Mundial.

## Vida
Groß nació en Kassel, en el entonces Imperio alemán en 1904, mientras se ejercía como médico, se convirtió en miembro del NSDAP. Fue nombrado líder de la Alianza Nacional de Médicos Nacionalsocialistas Alemanes en 1932. Gross era un antisemita declarado y pidió el exterminio de los judíos y creía en la solución final que era tan central para el NSDAP Escribió varios libros sobre el tema de la cuestión judía. En muchos aspectos, implementó las opiniones de Alfred Rosenberg.
En 1933, Gross fue designado para crear la Oficina Nacionalsocialista para la Ilustración sobre Política de Población y Bienestar Racial, que fue diseñada para educar al público y generar apoyo para el programa de esterilización nazi y otros esquemas de "mejora étnica" durante la década de 1930. Las autoridades nazis llamaron "iluminación" en lugar de "propaganda", porque no era un llamado a la acción inmediata, sino un cambio a largo plazo en la actitud, con el objetivo de socavar la opinión de que las personas se consideraban individuos en lugar de vínculos únicos en la gran cadena de la vida. En su primer año, publicó catorce folletos para la educación racial.  En 1933, fundó una revista popular y de mercado masivo, Neues Volk, que alcanzó una gran popularidad. Al comienzo de la guerra, su folleto You and Neues Volk instó a los soldados a pensar racialmente.
Gross quemó sus archivos y se suicidó en Berlín al término de la Segunda Guerra Mundial, y por lo que, según Claudia Koonz, borró "pruebas significativas" que habrían incriminado a los más de 3.000 miembros de su red nacional de educadores raciales.

## Escritos
En 1938, Gross, entonces jefe de la Oficina del Reich para la Ilustración sobre la Política de Población y el Bienestar Racial, contribuyó con un capítulo titulado "Pensamiento racial nacionalsocialista" a un libro en inglés, Germany Speaks, presentado por Joachim von Ribbentrop, recientemente nombrado Ministro de relaciones exteriores por Hitler. El libro se esforzó por poner una cara aceptable en las actividades de la Alemania nazi. Gross justificó el programa de esterilización argumentando que "la propagación desenfrenada entre los delincuentes hereditarios, los deficientes mentales, los imbéciles y hereditarios, etc." había llevado a una tasa de natalidad nueve veces mayor que la de los "habitantes más en forma". Afirmó que la Ley de esterilización fue aprobada "para prevenir la transmisión de enfermedades hereditarias". Describió cómo una solicitud presentada ante el Tribunal de Herencia conduciría a una investigación y un juicio sobre si se requería esterilización. Él justificó esto de la siguiente manera:

La civilización solo es posible si el individuo se convierte en parte del todo y, al igual que la autoridad colectiva en interés de todos los límites, el egoísmo del individuo también [...] tiene el derecho de implementar tales medidas en beneficio de la comunidad como son científicamente probado conveniente en el camino de la política de población o eugenesia.

Se refirió a la política nazi de lograr la pureza racial en Alemania, argumentando su necesidad basada en la pérdida de los alemanes racialmente más puros en la guerra anterior, y señaló que las políticas de inmigración de los Estados Unidos y los países europeos tienen bases racialmente discriminatorias, y señaló que los asiáticos las naciones tienen una larga tradición de evitar una mezcla de sangre. Dirigiéndose luego a los judíos, argumentó que los judíos no podían ser tolerados, primero como una raza alienígena, segundo, por tener demasiado poder financiero en Alemania, y tercero, asociándolos con el comunismo. Por estas razones, dice que las Leyes de Núremberg fueron aprobadas para excluir a los judíos de la ciudadanía en el Reich. Según estas leyes, a los judíos y alemanes se les prohibió casarse, y "hacer que las relaciones ilícitas sean susceptibles de castigo se diseñó principalmente con el objetivo de prevenir el nacimiento de más individuos de sangre mixta cuyo destino es lamentable en todo el mundo, porque son Ni una cosa ni la otra".